# Lestodiplosis ceylanica
Lestodiplosis ceylanica är en tvåvingeart som beskrevs av Jean-Jacques Kieffer 1912. Lestodiplosis ceylanica ingår i släktet Lestodiplosis och familjen gallmyggor.
Artens utbredningsområde är Sri Lanka. Inga underarter finns listade i Catalogue of Life.